# حارة بير الهندي الجنوبي (صنعاء)
حارة بير الهندي الجنوبي هي إحدى حارات حي سبأ بمديرية شعوب إحدى مديريات العاصمة اليمنية صنعاء، بلغ تعداد سكانها 846 نسمة حسب تعداد اليمن لعام 2004.